# Paratimea loennbergi
Paratimea loennbergi är en svampdjursart som först beskrevs av Alander 1942.  I den svenska databasen Dyntaxa används istället namnet Halicnemia loennbergi. Enligt Catalogue of Life ingår Paratimea loennbergi i släktet Paratimea och familjen Hemiasterellidae, men enligt Dyntaxa är tillhörigheten istället släktet Halicnemia och familjen Desmoxyidae. Arten är reproducerande i Sverige. Inga underarter finns listade i Catalogue of Life.